# La gauche turque
La Gauche turque (en turc: Türk Solu) était un magazine hebdomadaire nationaliste,, et socialiste affilié à la mouvance Ulusalcılık.
C'est la suite de Yön, un magazine politique influent en Turquie dans les années 1960. Türk Solu a été formé à la suite d'une scission au sein du Parti des travailleurs (İP). Le magazine était dirigé par Gökçe Fırat Çulhaoğlu et était basé à Istanbul. Ils se considèrent comme nationalistes, socialistes et kémalistes. Ils promeuvent souvent le nationalisme, le socialisme et la laïcité. Cependant, contrairement à de nombreux socialistes, ils critiquent souvent Karl Marx et considèrent Mustafa Kemal Atatürk et Sultan Galiev comme des idéologues du socialisme turc. Ils sont également influencés par Attila İlhan, Doğan Avcıoğlu et Şevket Süreyya Aydemir . Ils ont été favorables à Yasser Arafat, Saddam Hussein, Kim Jong Il, Mouammar Kadhafi et Hugo Chavez à cause de leur socialisme et du tiers-mondisme, Rauf Denktaş et Rebiya Kadeer à cause de leur pan-turquisme.
Ils ont soutenu de bonnes relations avec les pays turcs et islamiques et ils considèrent les États-Unis, Israël, l'Union européenne , la Russie et la Chine comme des ennemis de la Turquie.
Ils ont souvent été critiqués pour leurs opinions sur les Kurdes. En particulier, leur théorie de "l'invasion kurde dans les villes turques" est célèbre. Ils se sont défendus en disant que la Turquie est un État-nation et même en disant « je suis kurde », c'est du séparatisme. Ils le défendent avec la définition de la nation de la constitution turque. Selon elle, "tout citoyen de Turquie est turc, quels que soient son groupe ethnique, sa race et sa religion". Türk Solu a défendu que les Kurdes devraient fondre dans la marmite turque.
Contrairement à la plupart des kémalistes, ils admiraient également les Ottomans et défendaient son héritage, à l'exception des Ottomans du XIXe siècle. Ils considéraient Osman I et Atatürk comme des dirigeants similaires, qui ont tous deux créé de nouveaux États au service d'un État vaincu et péri. Bien qu'ils s'approprient également Mehmed II, Selim I et Soliman le Magnifique, ils considéraient Mahmoud II, Abdulhamid II et Mehmed VI comme des traîtres, ils ont une vision similaire des autres sultans ottomans de la dernière ère.
Le groupe a publié Türk Solu et İleri et a fondé un parti politique appelé Parti national.
Le magazine a été fermé à la suite de la tentative de coup d'État du 15 juillet 2016 en Turquie et le fondateur du magazine Gökçe Fırat Çulhaoğlu a été arrêté.